# Orgullo de Wellington
El Orgullo de Wellington es un festival cultural en honor a las personas LGBT que tiene lugar de forma anual en Wellington, capital de Nueva Zelanda. El festival tiene su origen en 1986 y se realiza en marzo de cada año. Tiene una duración de alrededor de dos semanas y consiste en más de cien eventos comunitarios, entre conferencias, bailes, presentaciones de arte y caminatas. Entre los eventos más destacados del festival se encuentra la feria Out In The City, que reúne a más de 10 000 personas en su día inaugural, y la marcha del orgullo que se realiza en el último día de la festividad.

## Historia
El festival tiene su origen en la denominada Feria Gay y Lésbica de Newtown, que se desarrolló por primera vez en 1986 en Newtown School para generar apoyo a las reformas legales que buscaban legalizar las relaciones sexuales entre hombres. La primera edición fue organizada por los activistas Des Smith y John Jolliff, quienes continuaron la feria de forma anual y estuvieron al frente de la misma hasta los primeros años del siglo XXI.
En 2008, la feria cambió de nombre a Out In The Square y se trasladó a la Plaza Civic, para atraer más atención de la población céntrica de la ciudad. En 2016 volvió a mudarse, esta vez al Parque Waitangi y pasó a llamarse Out In The Park, mientras que en 2021 se realizó en el Michael Fowler Centre con el nombre de Out In The City. Con los años, la asistencia a la feria ha ido en aumento, con una asistencia en 2018 superior a las 10 000 personas durante el día de su inauguración. En la actualidad, la feria consiste en numerosos estánds de venta de productos y comida y un escenario en el que se realizan presentaciones gratuitas de comediantes, músicos y artistas drag.
El 18 de marzo de 2017, el festival incluyó por primera vez en casi 25 años una marcha del orgullo que recorrió las principales calles de la ciudad, con una participación de más de mil personas. La marcha contó con la presencia de varios diputados nacionales, así como del alcalde de Wellington, Justin Lester. La marcha tuvo una ruta que partió de Cambridge Terrace, luego continuó por Courtenay Place y la Calle Taranaki para desembocar en el Parque Waitangi para la feria Out In The Park. La edición de 2020, por su lado, contó con la participación de políticos como el vice primer ministro, Winston Peters y la gobernadora general, Patsy Reddy.
Luego de desacuerdos en cuanto a la participación de la comunidad en la organización de la marcha del orgullo, en 2018 se creó una marcha alternativa denominada Pride Hīkoi, con énfasis en la participación de familias, jóvenes y personas LGBT racializadas. Durante su marcha inaugural, Pride Hīkoi partió del Plaza Civic y llegó al Parque Waitangi.